# Novaculichthys
 Novaculichthys  es un género de peces de la familia de los Labridae y del orden de los Perciformes.

## Especies
De acuerdo con FishBase:
- Novaculichthys taeniourus (Lacépède, 1801) [3]